# 沖縄イーコマース協議会
一般社団法人沖縄イーコマース協議会は、沖縄県の一般社団法人。

## 理念
沖縄の素材を活かした商品の販売支援から、イーコマースの活用・販促・物流の改善・人財の創出など、ECを活用した新しい沖縄の実現に向けて活動している。

## 主な活動内容
- ECに関するセミナー開催
- ECに関する事業者のマッチングイベント開催
- 越境ECコンサルティング